# Ljubinka Jovanović
Ljubinka Jovanović-Mihajlović cyr. Љубинка Јовановић-Михаиловић,  (ur. 6 października 1922 w Belgradzie, zm. 3 sierpnia 2015 w Paryżu) – serbska malarka.

## Życiorys
Była córką Strašimira i Angeliny. Studiowała malarstwo w Akademii Sztuk Pięknych w Belgradzie, w klasie Ivana Tabakovicia. W 1947 wspólnie ze swoim przyszłym mężem Miloradem Batą Mihajloviciem porzuciła studia i przeniosła się do Zadaru, gdzie utworzyła społeczność artystyczną Zadarska grupa. Była także członkinią grupy Jedenaestorica (Jedenaście). Od 1952 należała do Stowarzyszenia Artystów Plastyków Serbii ULUS. W tym samym roku przeniosła się do Paryża, gdzie mieszkała wraz z mężem i tworzyła. W latach 60. na krótko przeniosła się do Nowego Jorku, skąd powróciła do Paryża.

## Twórczość
Pierwszą indywidualną wystawę prac artystki otwarto w 1952 w belgradzkiej galerii ULUS. Rok później wystawiała w paryskiej Galerie Marseille. Twórczość artystki eksponowano w Belgradzie, Paryżu, Nowym Sadzie, Čačaku, Despotovacu, Nikšiciu, Budvie, Rouen, Nowym Jorku, Bilbao i w Santiago. Początkowo tworzyła dzieła abstrakcyjne, o intensywnej kolorystyce. Od lat 60. XX wieku jej malarstwo odwoływało się do średniowiecznych serbskich fresków i ikon. W 1999 została laureatką dorocznej nagrody ULUS dla najciekawszej malarki serbskiej.